# Merrin Dungey
Merrin Dungey (Sacramento (Califòrnia, Estats Units, 6 d'agost de 1971), és una actriu de cinema i televisió.

## Biografia
Malgrat que va començar en el ballet clàssic i el ball a l'edat de catorze anys i més tard va estudiar piano i es va fer patinadora de gel, no començà a actuar fins que va arribar a tenir 18 anys a UCLA.

## Filmografia

### Cinema
| Any  | Títol                               | Paper             | Notes        |
| ---- | ----------------------------------- | ----------------- | ------------ |
| 1998 | Deep Impact                         | Sheila Bradley    |              |
| 1999 | EDtv                                | Ms. Seaver        |              |
| 2001 | The Sky Is Falling                  | Sheila            |              |
| 2001 | Odessa or Bust                      | Disgruntled Diner | Curtmetratge |
| 2002 | Scream at the Sound of the Beep     | Jill              |              |
| 2011 | L!fe Happens                        | Hester            |              |
| 2014 | How to Make Love Like an Englishman |                   |              |

### Televisió
| Any         | Títol                                                     | Paper                   | Notes                   |
| ----------- | --------------------------------------------------------- | ----------------------- | ----------------------- |
| 1995        | Martin                                                    | Monique                 | 1 Episodi               |
| 1996        | Babylon 5                                                 | Security Guard #2       | 1 Episodi               |
| 1996        | Living Single                                             | Laura                   | 1 Episodi               |
| 1996        | Party Girl                                                | Wanda                   | 4 episodis              |
| 1997        | Caroline in the City                                      | Prostituta              | 1 Episodi               |
| 1997        | ER                                                        | Daphina                 | 1 Episodi               |
| 1997        | Murphy Brown                                              | Dona                    | 1 Episodi               |
| 1998        | Seinfeld                                                  | Cashier                 | 1 Episodi               |
| 1999        | Tracey Takes On...                                        | Nancy                   | 1 Episodi               |
| 1999        | Saved by the Bell: The New Class                          | Coach Williams          | 1 Episodi               |
| 1999        | The West Wing                                             | Daisy                   | 1 Episodi               |
| 1999        | G vs E                                                    | Rebecca Clemens         | 1 Episodi               |
| 1999–2007   | The King of Queens                                        | Kelly Palmer            | 39 episodis             |
| 2000        | Jesse                                                     | Rosemary                | 1 Episodi               |
| 2000        | City of Angels                                            | Mrs. Lombard            | 1 Episodi               |
| 2000        | Friends                                                   | Hildy                   | 1 Episodi               |
| 2000–01     | Grosse Pointe                                             | Joan                    | 4 episodis              |
| 2000–01     | Malcolm in the Middle                                     | Kitty Kenarban          | 6 episodis              |
| 2001        | Curb Your Enthusiasm                                      | Amy                     | 1 Episodi               |
| 2001–03, 06 | Alias                                                     | Francie Calfo           | 47 episodis             |
| 2004–05     | Summerland                                                | Susannah Rexford        | 26 episodis             |
| 2006        | Beyond                                                    | Debbie Sprague          | TV movie                |
| 2007        | Boston Legal                                              | Sandy Zionts            | 1 Episodi               |
| 2007        | Grey's Anatomy                                            | Dr. Naomi Bennett       | 2 episodis              |
| 2009        | Masterwork                                                | Rachel West             | TV movie                |
| 2009        | Surviving Suburbia                                        | Mrs. Devore             | 1 Episodi               |
| 2009–10     | Better Off Ted                                            | Sheila                  | 4 episodis              |
| 2010        | Castle                                                    | Monica Finch            | 1 Episodi               |
| 2010        | The Closer                                                | Ms. Reed                | 1 Episodi               |
| 2010        | Hung                                                      | Liz                     | 2 episodis              |
| 2010        | Outlaw                                                    | Alison Mills            | 1 Episodi               |
| 2012        | Revenge                                                   | Barbara Snow            | 3 episodis              |
| 2012        | Hollywood Heights                                         | Ellie Moss              | Contract role           |
| 2013        | 90210                                                     | Therapist               | 1 Episodi               |
| 2013        | How to Live with Your Parents (For the Rest of Your Life) | Morgan                  | 2 episodis              |
| 2013        | Betrayal                                                  | Alissa Barnes           | 5 episodis              |
| 2014        | Brooklyn Nine-Nine                                        | L'esposa del Terry      | 1 Episodi               |
| 2014        | Episodes                                                  | Tonight Show Productora | 1 Episodi               |
| 2014        | Trophy Wife                                               | Agent Dawn Johansen     | 1 Episodi               |
| 2014        | Shameless                                                 | Infermera               | 1 Episodi               |
| 2014        | Rizzoli & Isles                                           | Infermera               | 1 Episodi               |
| 2014–15     | Chasing Life                                              | Dr. Susan Hamburg       | 6 episodis              |
| 2014–15     | Once Upon a Time                                          | Ursula                  | Paper recurrent 2014-15 |